# Leptobrachella laui
Leptobrachella laui — вид жаб родини азійських часничниць (Megophryidae). Описаний у 2014 році.

## Поширення
Вперше цей вид був зафіксований у 1979 році на острові Лантау (Гонконг). Його також можна знайти на нових територіях та віддалених островах Гонконгу, включаючи заповідник Тай-По-Кау, гора Тай-Мо-Шань, ферма і ботанічний сад Кадурі, село Хо-Чун, гора Шин-Мунь, а також на піках Сансет і Лантау на острові Лантау. Останні спостереження були здійснені в заміських парках Ма-Он-Шань і Лайн-Рок. Вид також зафіксований у місті Шеньчжень, провінція Гуандун. Однак точне поширення цього виду в материковому Китаї невідоме.

## Опис
Дрібна жабка, тіло самців 24,8-26,7 мм, самиці — 28,1 мм. Голова трохи довша, ніж широка, а морда виглядає закругленою зверху, але відносно усічена збоку. Ніздрі ближче до кінчика морди, ніж до очей. Очі великі з вертикальними зіницями. Барабанні перетинки менші за очі, виразні і круглі, з піднятим обідком. Присутні надлобкові складки. Кінчики пальців ніг заокруглені і перетинені біля основи. Шкіра на спині узгоджена з тонкими, круглими і розкиданими горбками. Шкіра з нижньої сторони гладка. Жаба має коричневу спинну поверхню з крихітними темнішими плямами. Нижня поверхня непрозора кремово-біла з невеликим коричневим нальотом.